# Richard Wilson-Smith

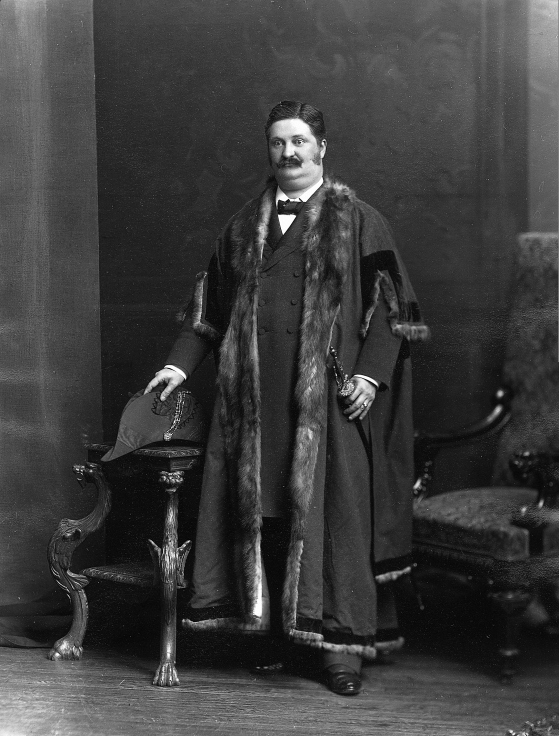
Richard Wilson-Smith

Richard Wilson-Smith (* 1852 in Irland; † 12. September 1912 in Sainte-Agathe-des-Monts) war ein kanadischer Politiker und Journalist. Von 1896 bis 1898 war er Bürgermeister der Stadt Montreal.
Wilson-Smith wanderte 1879 nach Kanada aus und ließ sich in Montreal nieder. Ab 1882 arbeitete er als Journalist für das Wirtschaftsmagazin Insurance and Finance Chronicle, deren Chefredakteur und Besitzer er später wurde. Darüber hinaus war er an verschiedenen Handels- und Finanzunternehmen beteiligt. 1893 gelang ihm die Wahl in den Montrealer Stadtrat. Drei Jahre später trat er mit Erfolg zur Bürgermeisterwahl an. Während seiner zwei Jahre dauernden Amtszeit ging er gegen Ämterpatronage vor und schränkte das Wachstum des öffentlichen Dienstes ein. Wilson Smith war bei der Unterhauswahl 1896 Kandidat der Konservativen Partei im Wahlkreis Saint-Laurent, wurde aber nicht gewählt.